# Estación Geumho

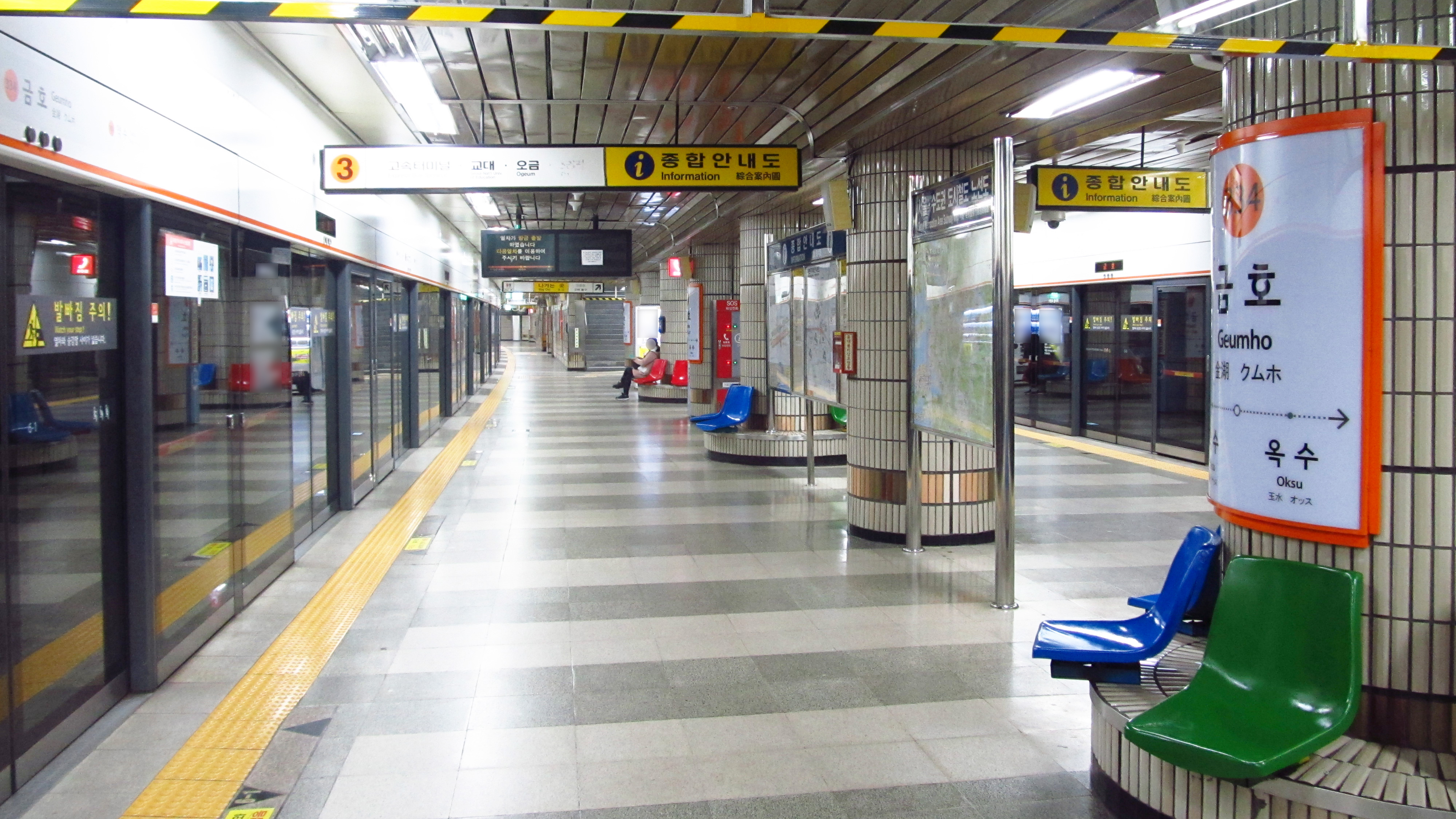
Andén de la estación de Geumho

La Estación Geumho (en coreano: 금호역, transcrito: Geumho-yeok) es una estación subterránea de la Línea 3 del metro de Seúl, y está localizada en el distrito de Seongdong-gu, Seúl. El nombre de la estación significa literalmente "lago dorado", aunque no hay ningún lago que se encuentre hoy cerca de la estación.

## Características
La Salida 1 de la estación está conectada a la tierra sin ningún tipo de escaleras, similar al sistema de la Estación Guryong.